# DSSS
DSSS (ang. Direct Sequence Spread Spectrum, a dokładniej directly carrier-modulated, code sequence module) – bezpośrednie modulowanie nośnej sekwencją kodową. Jest to jedna z technik rozpraszania widma w systemach szerokopasmowych przy pomocy ciągów kodowych.
Jeden ze sposobów działania tej techniki polega na tym, że przy wysyłaniu strumień danych jest mnożony przez odpowiedni ciąg kodowy o większej szybkości bitowej. W ten sposób wyjściowy strumień informacji zajmuje znacznie szersze pasmo. Fizyczna transmisja może odbywać się teoretycznie z użyciem dowolnej modulacji cyfrowej jednak najczęściej stosowana jest BPSK. Dobór ciągu kodowego musi oczywiście spełniać szereg wymagań. Właściwy jego dobór pozwala na zaszyfrowanie informacji oraz możliwość wykorzystania danego pasma radiowego przez wielu nadawców i odbiorców jednocześnie. Odbiornik, aby rozkodować i spośród wielu innych wybrać przeznaczone dla niego informacje, musi dysponować układem deszyfrującym z tym samym i jednocześnie zsynchronizowanym ciągiem kodowym co nadawca.

## Szczegóły techniczne

### Ciągi rozpraszające (kodowe)
Wymagania stawiane ciągom rozpraszającym:
- dobre własności korelacyjne,
- ortogonalność,

Przykłady użytecznych ciągów rozpraszających:
- ciągi pseudolosowe,
- ciągi Golda,
- ciągi Barkera.

## Zastosowanie
Technika ta jest stosowana m.in. w 802.11.